# Home Squadron

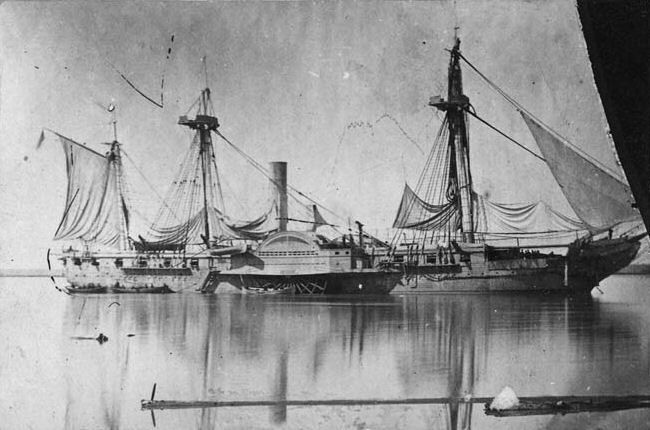
Die Mississippi war während des Mexikanisch-Amerikanischen Kriegs das Flaggschiff der Home Squadron

Die Home Squadron (deutsch Heimatgeschwader) war Mitte des 19. Jahrhunderts ein Teil der United States Navy.
Sie wurde 1838 aufgestellt und sollte den Küstenhandel schützen, Schiffen in Seenot helfen, Piraten und Sklavenhandel bekämpfen sowie Schiffe für ihren Einsatz in entfernten Gegenden vorbereiten. Sie wurde im Mexikanisch-Amerikanischen Krieg eingesetzt und bei Beginn des Sezessionskriegs aufgelöst, als die Schiffe für die Blockade der Häfen der Konföderierten benötigt wurden.

## Befehlshaber
- Charles Stewart (1842)
- David Conner (1845–1847)
- Matthew C. Perry (1847 – 20. November 1848)
- Foxhall A. Parker, Sr. (um 1851)
- John Thomas Newton (März 1852 – März 1855)
- Charles Stewart McCauley (April 1855 – 1856)
- Hiram Paulding (1856–1858)
- Garrett J. Pendergrast (1858–1861)
- Silas H. Stringham (1861)